# Olimpíada de Português

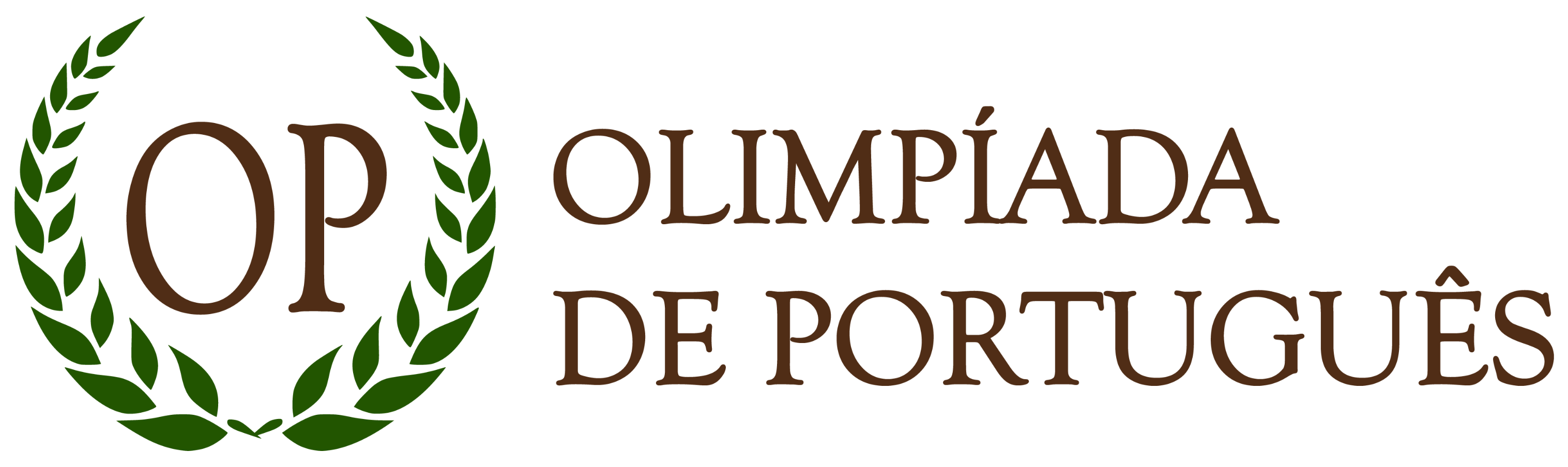
Logo Oficial da Olimpíada de Português.

A Olimpíada de Português (OP) é um evento anual de educação com abrangência nacional, para alunos de Escolas Públicas e Privadas. O evento, que figura como uma das maiores Olimpíadas de Conhecimento do Brasil, tem o propósito de incentivar o uso adequado e criativo da Língua Portuguesa, bem como a compreensão de seus elementos fundamentais a partir da análise e interpretação de ditados e expressões populares e de clássicos da nossa literatura.
As provas da OP trazem questões que estimulam a reflexão sobre a linguagem por meio de problemas, jogos e desafios. 
Em 2023, a competição contou com a participação de cerca de 130 mil alunos, de 1.156 escolas de todo o Brasil.
A Olimpíada de Português é apoiada pela ABRALIN - Associação Brasileira de Linguística.

## Modalidades
Composta de provas presenciais, a OP abrange todo o ciclo escolar: do 1º Ano do Ensino Fundamental até o último Ano do Ensino Médio. A Olimpíada conta com duas modalidades:  
- OP: para alunos dos anos finais do Ensino Fundamental e alunos do Ensino Médio;
- OP bê-á-bá: para alunos dos anos iniciais do Ensino Fundamental.

As provas de cada modalidade acontecem em tempos diferentes.

## Categorias de Competição
Há 8 Categoria de Competição:
- Categoria A: para alunos do Ensino Médio.
- Categoria B: para alunos do 8º e 9º Ano;
- Categoria C: para alunos do 6º e 7º Ano;
- Categoria D: para alunos do 5º Ano;
- Categoria E: para alunos do 4º Ano;
- Categoria F: para alunos do 3º Ano;
- Categoria G: para alunos do 2º Ano;
- Categoria H: para alunos do 1º Ano.

As Categorias A, B e C pertencem à modalidade OP, enquanto que as Categorias D, E, F, G e H pertencem à modalidade OP bê-á-bá.

## Fases
A competição ocorre em duas fases. A primeira, com provas aplicadas na própria escola do estudantes. A segunda, em Polos de Aplicação.

## Comitê Científico
A qualidade e relevância das questões das provas são garantidas pelo Comitê Científico da OP, formado por professores e estudiosos da Língua Portuguesa. Entre os membros do Comitê estão docentes de mais de dez universidade públicas do Brasil e de Portugal, mestres e doutores na área e um prêmio Jabuti.